# Sant Amans (Losera)
Sant Amans (en francès Saint-Amans) és un municipi francès situat al departament del Losera i a la regió d'Occitània.